# Großer Preis von Europa 2016
Der Große Preis von Europa 2016 (offiziell 2016 Formula 1 Grand Prix of Europe) fand am 19. Juni auf dem Baku City Circuit in Baku statt und war das achte Rennen der Formel-1-Weltmeisterschaft 2016.

## Bericht

### Hintergründe
Nach dem Großen Preis von Kanada führte Nico Rosberg in der Fahrerwertung mit neun Punkten vor Lewis Hamilton und mit 38 Punkten vor Sebastian Vettel. In der Konstrukteurswertung führte Mercedes mit 76 Punkten vor Ferrari und mit 93 Punkten vor Red Bull.
Der Baku City Circuit war erst- und gleichzeitig letztmals der Austragungsort für den Großen Preis von Europa, welcher im Anschluss auch komplett aus dem Rennkalender verschwand. Seit der Saison 2017 wird in Baku der Große Preis von Aserbaidschan ausgetragen.
Beim Großen Preis von Europa stellte Pirelli den Fahrern die Reifenmischungen P Zero Medium (weiß), P Zero Soft (gelb) und P Zero Supersoft (rot) sowie für Nässe Cinturato Intermediates (grün) und Cinturato Full-Wets (blau) zur Verfügung.
Es gab auf der Strecke zwei DRS-Zonen, jedoch nur einen Messpunkt, wie bereits in Australien und Kanada. So durfte bei einem erfolgreichen Überholmanöver in der zuerst durchfahrenen Zone der dann vorausfahrende Fahrer in der nächsten Zone das DRS erneut verwenden. Der Messpunkt für beide Zonen befand sich in Kurve 20, wegen der Anordnung der DRS-Zonen wurde nach dem Messpunkt zunächst die zweite Zone und danach die erste Zone durchfahren. Die erste Zone begann 630 Meter vor Kurve drei, die zweite Zone befand sich auf der Start-Ziel-Geraden, 730 Meter vor Kurve eins.
Daniil Kwjat (sieben), Marcus Ericsson, Max Verstappen (jeweils sechs), Valtteri Bottas, Nico Hülkenberg, Pascal Wehrlein (jeweils vier), Kimi Räikkönen (drei), Fernando Alonso, Esteban Gutiérrez, Romain Grosjean, Hamilton, Rio Haryanto und Felipe Nasr (jeweils zwei) gingen mit Strafpunkten ins Rennwochenende.
Mit Alonso (dreimal), Vettel (zweimal) und Felipe Massa (einmal) traten drei ehemalige Sieger zu diesem Grand Prix an. Alonso gewann das Rennen zweimal, als es bis 2007 noch auf dem Nürburgring ausgetragen wurde, die anderen Rennsiege wurden auf dem Valencia Street Circuit erzielt, wo der Große Preis von Europa von 2008 bis 2012 stattfand.
Als Rennkommissare fungierten Derek Daly (IRL), Gerd Ennser (DEU), Anar Schukurow (AZE) und Vincenzo Spano (VEN).

### Training
Hamilton war im ersten freien Training mit einer Rundenzeit von 1:46,435 Minuten Schnellster vor Rosberg und Bottas. Das Training musste nach einem Unfall von Daniel Ricciardo unterbrochen werden.
Auch im zweiten freien Training fuhr Hamilton die Bestzeit, dieses Mal in 1:44,223 Minuten vor Rosberg und Pérez.
Im dritten freien Training fuhr Hamilton in  1:44,352 Minuten erneut die Bestzeit vor Rosberg und Hülkenberg. Pérez schlug wenige Sekunden vor dem Ende des Trainings in die Streckenbegrenzung ein.

### Qualifying
Das Qualifying bestand aus drei Teilen mit einer Nettolaufzeit von 45 Minuten. Im ersten Qualifying-Segment (Q1) hatten die Fahrer 18 Minuten Zeit, um sich für das Rennen zu qualifizieren. Alle Fahrer, die im ersten Abschnitt eine Zeit erzielten, die maximal 107 Prozent der schnellsten Rundenzeit betrug, qualifizierten sich für den Grand Prix. Die besten 16 Fahrer erreichten den nächsten Teil. Rosberg war Schnellster. Die Renault-Piloten, Ericsson, Jenson Button und beide Manor-Fahrer schieden aus.
Der zweite Abschnitt (Q2) dauerte 15 Minuten. Die schnellsten zehn Piloten qualifizierten sich für den dritten Teil des Qualifyings. Rosberg war erneut Schnellster. Nasr, die Haas-Piloten, Alonso, Carlos Sainz jr. und Hülkenberg schieden aus.
Der finale Abschnitt (Q3) ging über eine Zeit von zwölf Minuten, in denen die ersten zehn Startpositionen vergeben wurden. Das Training wurde rund zwei Minuten vor dem Ende unterbrochen, da Hamilton in die Streckenbegrenzung geprallt war. Rosberg fuhr mit einer Rundenzeit von 1:42,758 Minuten die Bestzeit vor Pérez und Ricciardo. Es war die 25. Pole-Position für Rosberg.
Pérez und Magnussen wurde wegen eines vorzeitigen Getriebewechsels um fünf Startplätze nach hinten versetzt. Da bei Magnussen zudem die Abstimmung der Radaufhängung verändert wurde, musste er aus der Boxengasse starten.

### Rennen
Beim Start blieben die Positionen an der Spitze unverändert. Gutiérrez verbremste sich in der ersten Kurve und berührte Hülkenberg, beide konnten jedoch weiterfahren.
Verstappen überholte in Kwjat in der zweiten Runde, eine Runde später gingen Bottas und Hamilton an Kwjat vorbei, eine weitere Runde später auch Grosjean. Bottas und Hamilton überholten in der fünften Runde auch Verstappen, davor ging Vettel an Ricciardo vorbei und war nun Zweiter. Massa und Ricciardo fuhren als erste Fahrer zum Reifenwechsel an die Box und wechselten auf die Soft-Mischung. Als Ricciardo an die Box fuhr, blieb Räikkönen in seinem Windschatten und überfuhr dann die weiße Linie. Er erhielt eine Fünf-Sekunden-Zeitstrafe für dieses Vergehen.
In der achten Runde fuhr Räikkönen an die Box. Ricciardo, der nach seinem frühen Boxenstopp in das Mittelfeld zurückgefallen war, überholte nacheinander Wehrlein und Grosjean. Eine Runde später überholten auch Räikkönen und Massa Wehrlein, im vorderen Teil des Feldes überholte Hamilton Bottas. Ricciardo schloss unterdessen auf Hülkenberg auf und überholte ihn in Runde 13. Verstappen wechselte unterdessen die Reifen und überholte kurz darauf Ericsson und Wehrlein.
Hamilton kam in Runde 15 an die Box und wechselte ebenfalls auf die Soft-Mischung, er fiel auf den neunten Platz zurück. Räikkönen schloss auf Hülkenberg auf und überholte ihn in Runde 16. Pérez fuhr zum Reifenwechsel an die Box, wechselte ebenfalls auf Soft und fiel auf den achten Platz zurück. Nasr berührte nach einem Fahrfehler mit dem rechten Hinterreifen die Streckenbegrenzung, setzte das Rennen jedoch fort. Bottas wechselte seine Reifen in Runde 19 und kam unmittelbar vor Verstappen auf die Strecke zurück, Pérez und Hamilton überholten kurz nacheinander Massa.
In Runde 20 fuhren Vettel, Hülkenberg und Verstappen zum Reifenwechsel an die Box, Vettel wechselte auf Soft, Hülkenberg auf Supersoft und Verstappen auf Medium. Eine Runde später wechselte Rosberg auf Soft, er blieb dabei in Führung. Pérez und Hamilton überholten auch Ricciardo, der direkt im Anschluss wie sein Teamkollege auf Medium wechselte. Er fiel hinter Sainz jr. zurück, den er drei Runden später überholte.
Vettel überholte in Runde 28 Räikkönen und fuhr im Anschluss die bis dahin schnellste Runde des Rennens. Sainz jr. schied in Runde 32 mit einem Bruch der Radaufhängung aus, wenige Runden später schied auch Wehrlein mit Bremsversagen aus. Verstappen überholte kurz darauf Massa, Ricciardo ging an Hülkenberg vorbei. Hülkenberg musste mit seinen nachlassenden Reifen auch Verstappen passieren lassen.
Obwohl Pérez durch die Fünf-Sekunden-Zeitstrafe gegen Räikkönen bereits vor diesem lag, überholte er ihn in der letzten Runde noch.
Rosberg gewann das Rennen vor Vettel und Pérez. Es war der 19. Sieg für Rosberg in der Formel-1-Weltmeisterschaft, davon der fünfte der Saison. Vettel erzielte den fünften, Pérez den zweiten Podestplatz der Saison. Die restlichen Punkteplatzierungen erzielten Räikkönen, Hamilton, Bottas, Ricciardo, Verstappen, Hülkenberg und Massa.
In der Fahrer- und Konstrukteurswertung blieben die ersten drei Plätze unverändert.

## Meldeliste
| Team                          | Nr. | Fahrer            | Chassis                | Motor                       | Reifen |
| ----------------------------- | --- | ----------------- | ---------------------- | --------------------------- | ------ |
| Mercedes AMG Petronas F1 Team | 44  | Lewis Hamilton    | Mercedes F1 W07 Hybrid | Mercedes-Benz PU106C Hybrid | P      |
| Mercedes AMG Petronas F1 Team | 06  | Nico Rosberg      | Mercedes F1 W07 Hybrid | Mercedes-Benz PU106C Hybrid | P      |
| Scuderia Ferrari              | 05  | Sebastian Vettel  | Ferrari SF16-H         | Ferrari 059/5               | P      |
| Scuderia Ferrari              | 07  | Kimi Räikkönen    | Ferrari SF16-H         | Ferrari 059/5               | P      |
| Williams Martini Racing       | 19  | Felipe Massa      | Williams FW38          | Mercedes-Benz PU106C Hybrid | P      |
| Williams Martini Racing       | 77  | Valtteri Bottas   | Williams FW38          | Mercedes-Benz PU106C Hybrid | P      |
| Red Bull Racing               | 03  | Daniel Ricciardo  | Red Bull RB12          | TAG Heuer                   | P      |
| Red Bull Racing               | 33  | Max Verstappen    | Red Bull RB12          | TAG Heuer                   | P      |
| Sahara Force India F1 Team    | 27  | Nico Hülkenberg   | Force India VJM09      | Mercedes-Benz PU106C Hybrid | P      |
| Sahara Force India F1 Team    | 11  | Sergio Pérez      | Force India VJM09      | Mercedes-Benz PU106C Hybrid | P      |
| Renault Sport F1 Team         | 20  | Kevin Magnussen   | Renault R.S.16         | Renault Energy F1 2016      | P      |
| Renault Sport F1 Team         | 30  | Jolyon Palmer     | Renault R.S.16         | Renault Energy F1 2016      | P      |
| Scuderia Toro Rosso           | 26  | Daniil Kwjat      | Toro Rosso STR11       | Ferrari 059/4               | P      |
| Scuderia Toro Rosso           | 55  | Carlos Sainz jr.  | Toro Rosso STR11       | Ferrari 059/4               | P      |
| Sauber F1 Team                | 09  | Marcus Ericsson   | Sauber C35             | Ferrari 059/5               | P      |
| Sauber F1 Team                | 12  | Felipe Nasr       | Sauber C35             | Ferrari 059/5               | P      |
| McLaren Honda                 | 14  | Fernando Alonso   | McLaren MP4-31         | Honda RA616H                | P      |
| McLaren Honda                 | 22  | Jenson Button     | McLaren MP4-31         | Honda RA616H                | P      |
| Manor Racing MRT              | 94  | Pascal Wehrlein   | Manor MRT05            | Mercedes-Benz PU106C Hybrid | P      |
| Manor Racing MRT              | 88  | Rio Haryanto      | Manor MRT05            | Mercedes-Benz PU106C Hybrid | P      |
| Haas F1 Team                  | 08  | Romain Grosjean   | Haas VF-16             | Ferrari 059/5               | P      |
| Haas F1 Team                  | 21  | Esteban Gutiérrez | Haas VF-16             | Ferrari 059/5               | P      |

## Klassifikationen

### Qualifying
| Pos.                                                                      | Fahrer            | Konstrukteur         | Q1       | Q2       | Q3       | Start |
| ------------------------------------------------------------------------- | ----------------- | -------------------- | -------- | -------- | -------- | ----- |
| 01                                                                        | Nico Rosberg      | Mercedes             | 1:43,685 | 1:42,520 | 1:42,758 | 01    |
| 02                                                                        | Sergio Pérez      | Force India-Mercedes | 1:44,462 | 1:43,939 | 1:43,515 | 07    |
| 03                                                                        | Daniel Ricciardo  | Red Bull-TAG Heuer   | 1:44,570 | 1:44,141 | 1:43,966 | 02    |
| 04                                                                        | Sebastian Vettel  | Ferrari              | 1:45,062 | 1:44,461 | 1:43,966 | 03    |
| 05                                                                        | Kimi Räikkönen    | Ferrari              | 1:44,936 | 1:44,533 | 1:44,269 | 04    |
| 06                                                                        | Felipe Massa      | Williams-Mercedes    | 1:45,494 | 1:44,696 | 1:44,483 | 05    |
| 07                                                                        | Daniil Kwjat      | Toro Rosso-Ferrari   | 1:44,694 | 1:44,687 | 1:44,717 | 06    |
| 08                                                                        | Valtteri Bottas   | Williams-Mercedes    | 1:44,706 | 1:44,477 | 1:45,246 | 08    |
| 09                                                                        | Max Verstappen    | Red Bull-TAG Heuer   | 1:44,939 | 1:44,387 | 1:45,570 | 09    |
| 10                                                                        | Lewis Hamilton    | Mercedes             | 1:44,259 | 1:43,526 | 2:01,954 | 10    |
| 11                                                                        | Romain Grosjean   | Haas-Ferrari         | 1:45,507 | 1:44,755 | –        | 11    |
| 12                                                                        | Nico Hülkenberg   | Force India-Mercedes | 1:44,860 | 1:44,824 | –        | 12    |
| 13                                                                        | Carlos Sainz jr.  | Toro Rosso-Ferrari   | 1:44,827 | 1:45,000 | –        | 13    |
| 14                                                                        | Fernando Alonso   | McLaren-Honda        | 1:45,525 | 1:45,270 | –        | 14    |
| 15                                                                        | Esteban Gutiérrez | Haas-Ferrari         | 1:45,300 | 1:45,349 | –        | 15    |
| 16                                                                        | Felipe Nasr       | Sauber-Ferrari       | 1:45,549 | 1:46,048 | –        | 16    |
| 17                                                                        | Rio Haryanto      | Manor-Mercedes       | 1:45,665 | –        | –        | 17    |
| 18                                                                        | Pascal Wehrlein   | Manor-Mercedes       | 1:45,750 | –        | –        | 18    |
| 19                                                                        | Jenson Button     | McLaren-Honda        | 1:45,804 | –        | –        | 19    |
| 20                                                                        | Marcus Ericsson   | Sauber-Ferrari       | 1:46,231 | –        | –        | 20    |
| 21                                                                        | Kevin Magnussen   | Renault              | 1:46,348 | –        | –        | Box   |
| 22                                                                        | Jolyon Palmer     | Renault              | 1:46,394 | –        | –        | 21    |
| 107-Prozent-Zeit: 1:50,943 min (bezogen auf Q1-Bestzeit von 1:43,685 min) |                   |                      |          |          |          |       |

Anmerkungen
1. ↑  Pérez wurde wegen eines vorzeitigen Getriebewechsels um fünf Startplätze nach hinten versetzt.
2. ↑  Magnussen wurde wegen eines vorzeitigen Getriebewechsels um fünf Startplätze nach hinten versetzt.
3. ↑  Da bei Magnussen nach dem Qualifying die Abstimmung der Radaufhängung verändert wurde, musste er aus der Boxengasse starten.

### Rennen
| Pos. | Fahrer            | Konstrukteur         | Runden | Stopps | Zeit        | Start | Schnellste Runde |
| ---- | ----------------- | -------------------- | ------ | ------ | ----------- | ----- | ---------------- |
| 01   | Nico Rosberg      | Mercedes             | 51     | 1      | 1:32:52,366 | 01    | 1:46,485 (48.)   |
| 02   | Sebastian Vettel  | Ferrari              | 51     | 1      | + 16,696    | 03    | 1:47,028 (49.)   |
| 03   | Sergio Pérez      | Force India-Mercedes | 51     | 1      | + 25,241    | 07    | 1:46,990 (45.)   |
| 04   | Kimi Räikkönen    | Ferrari              | 51     | 1      | + 33,102    | 04    | 1:47,181 (41.)   |
| 05   | Lewis Hamilton    | Mercedes             | 51     | 1      | + 56,335    | 10    | 1:46,822 (42.)   |
| 06   | Valtteri Bottas   | Williams-Mercedes    | 51     | 1      | + 1:00,886  | 08    | 1:47,604 (50.)   |
| 07   | Daniel Ricciardo  | Red Bull-TAG Heuer   | 51     | 2      | + 1:09,229  | 02    | 1:47,736 (51.)   |
| 08   | Max Verstappen    | Red Bull-TAG Heuer   | 51     | 2      | + 1:10,696  | 09    | 1:46,973 (50.)   |
| 09   | Nico Hülkenberg   | Force India-Mercedes | 51     | 1      | + 1:17,708  | 12    | 1:48,012 (37.)   |
| 10   | Felipe Massa      | Williams-Mercedes    | 51     | 2      | + 1:25,375  | 05    | 1:47,761 (35.)   |
| 11   | Jenson Button     | McLaren-Honda        | 51     | 2      | + 1:44,817  | 19    | 1:47,622 (50.)   |
| 12   | Felipe Nasr       | Sauber-Ferrari       | 50     | 2      | + 1 Runde   | 15    | 1:47,708 (48.)   |
| 13   | Romain Grosjean   | Haas-Ferrari         | 50     | 2      | + 1 Runde   | 11    | 1:47,943 (48.)   |
| 14   | Kevin Magnussen   | Renault              | 50     | 1      | + 1 Runde   | Box   | 1:49,282 (41.)   |
| 15   | Jolyon Palmer     | Renault              | 50     | 2      | + 1 Runde   | 21    | 1:47,583 (48.)   |
| 16   | Esteban Gutiérrez | Haas-Ferrari         | 50     | 2      | + 1 Runde   | 14    | 1:47,563 (50.)   |
| 17   | Marcus Ericsson   | Sauber-Ferrari       | 50     | 2      | + 1 Runde   | 20    | 1:48,898 (48.)   |
| 18   | Rio Haryanto      | Manor-Mercedes       | 49     | 1      | + 2 Runden  | 16    | 1:51,365 (27.)   |
| –    | Fernando Alonso   | McLaren-Honda        | 42     | 2      | DNF         | 13    | 1:49,101 (27.)   |
| –    | Pascal Wehrlein   | Manor-Mercedes       | 39     | 1      | DNF         | 17    | 1:50,571 (33.)   |
| –    | Carlos Sainz jr.  | Toro Rosso-Ferrari   | 31     | 2      | DNF         | 18    | 1:48,804 (31.)   |
| –    | Daniil Kwjat      | Toro Rosso-Ferrari   | 6      | 0      | DNF         | 06    | 1:53,167 (02.)   |

Anmerkungen
1. ↑  Räikkönen erhielt eine Fünf-Sekunden-Zeitstrafe für das Überfahren der weißen Linie an der Boxeneinfahrt

## WM-Stände nach dem Rennen
Die ersten zehn des Rennens bekamen 25, 18, 15, 12, 10, 8, 6, 4, 2 bzw. 1 Punkt(e).

### Fahrerwertung
| Pos. | Fahrer           | Konstrukteur                            | Punkte |
| ---- | ---------------- | --------------------------------------- | ------ |
| 01   | Nico Rosberg     | Mercedes                                | 141    |
| 02   | Lewis Hamilton   | Mercedes                                | 117    |
| 03   | Sebastian Vettel | Ferrari                                 | 96     |
| 04   | Kimi Räikkönen   | Ferrari                                 | 81     |
| 05   | Daniel Ricciardo | Red Bull-TAG Heuer                      | 78     |
| 06   | Max Verstappen   | Red Bull-TAG Heuer / Toro Rosso-Ferrari | 54     |
| 07   | Valtteri Bottas  | Williams-Mercedes                       | 52     |
| 08   | Sergio Pérez     | Force India-Mercedes                    | 39     |
| 09   | Felipe Massa     | Williams-Mercedes                       | 38     |
| 10   | Daniil Kwjat     | Toro Rosso-Ferrari / Red Bull-TAG Heuer | 22     |
| 11   | Romain Grosjean  | Haas-Ferrari                            | 22     |

| Pos. | Fahrer            | Konstrukteur         | Punkte |
| ---- | ----------------- | -------------------- | ------ |
| 12   | Nico Hülkenberg   | Force India-Mercedes | 20     |
| 13   | Fernando Alonso   | McLaren-Honda        | 18     |
| 14   | Carlos Sainz jr.  | Toro Rosso-Ferrari   | 18     |
| 15   | Kevin Magnussen   | Renault              | 6      |
| 16   | Jenson Button     | McLaren-Honda        | 5      |
| 17   | Stoffel Vandoorne | McLaren-Honda        | 1      |
| 18   | Esteban Gutiérrez | Haas-Ferrari         | 0      |
| 19   | Jolyon Palmer     | Renault              | 0      |
| 20   | Marcus Ericsson   | Sauber-Ferrari       | 0      |
| 21   | Felipe Nasr       | Sauber-Ferrari       | 0      |
| 22   | Pascal Wehrlein   | Manor-Mercedes       | 0      |
| 23   | Rio Haryanto      | Manor-Mercedes       | 0      |

### Konstrukteurswertung
| Pos. | Konstrukteur         | Punkte |
| ---- | -------------------- | ------ |
| 1    | Mercedes             | 258    |
| 2    | Ferrari              | 177    |
| 3    | Red Bull-TAG Heuer   | 140    |
| 4    | Williams-Mercedes    | 90     |
| 5    | Force India-Mercedes | 59     |
| 6    | Toro Rosso-Ferrari   | 32     |

| Pos. | Konstrukteur   | Punkte |
| ---- | -------------- | ------ |
| 07   | McLaren-Honda  | 24     |
| 08   | Haas-Ferrari   | 22     |
| 09   | Renault        | 6      |
| 10   | Sauber-Ferrari | 0      |
| 11   | Manor-Mercedes | 0      |